# Sirig
Sirig (serbocroata cirílico: Сириг) es un pueblo de Serbia perteneciente al municipio de Temerin en el distrito de Bačka del Sur de la provincia autónoma de Voivodina.
En 2011 tenía 2939 habitantes, casi todos étnicamente serbios.
El pueblo fue fundado en 1927 como asentamiento para refugiados de las inundaciones del Danubio de 1924-1926. Sus primeros habitantes eran unas doscientas familias que procedían de Bođani y Vajska. Más tarde se asentaron veinticinco familias de Lika que al principio habían intentado emigrar a Banatski Sokolac, pero tuvieron que abandonar ese pueblo por un fallo judicial que daba la razón al propietario de las tierras que allí habían sido expropiadas.
Se ubica en la periferia occidental de Temerin, sobre la carretera 112 que lleva a Bač. La carretera 112 se cruza aquí con la carretera 100, ubicándose Sirig en esta última carretera a medio camino entre Novi Sad y Srbobran.